# Indigo (Never Shout Never)

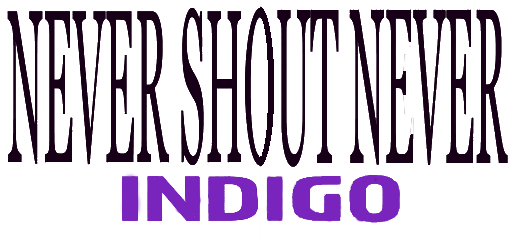
Copertina dell'album

Indigo è il quarto album in studio del gruppo musicale statunitense Never Shout Never, pubblicato nel 2012.

## Tracce
1. Magic – 3:04
2. All Mine – 3:17
3. Life Goes On – 3:06
4. Sorry – 3:33
5. Between Two Worlds – 2:58
6. Lust – 3:09
7. California Slang – 3:01
8. Wrong Side of Town – 3:44
9. Honey-Dew – 2:31
10. The Look – 2:49
11. Hazel Eyez – 4:53

## Formazione
- Christofer Drew Ingle – voce, chitarra, tastiera, ukulele, programmazione, banjo, armonica
- Taylor MacFee – basso, cori
- Hayden Kaiser – chitarra, cori, percussioni